# Слобода (Свердловский район)
Слобода — деревня в Свердловском районе Орловской области. Входит в состав Кошелёвского сельского поселения. Население 5 человек (2010).

## География
Деревня находится в центральной части Орловской области, в лесостепной зоне, в пределах центральной части Среднерусской возвышенности и расположена на берегу реки Рыбница. Примыкает с северо-запада к селу Козьминское.
Уличная сеть состоит из одного географического объекта: Слободская улица.

## Население
| 2010 |
| ---- |
| 5    |

Национальный и гендерный состав
Опубликованные данные Всероссийской переписи в 2010 году, показывают, что в гендерной структуре населения мужчины составляли 60,0 %, женщины — 40,0 % от общей численность населения деревни в 5 человек. Информация о количестве мужчины и женщин не отображалось в целях защиты конфиденциальности данных.
Согласно результатам переписи 2002 года, в национальной структуре населения русские составляли 100 % из 16 чел.

## Инфраструктура
Нет данных

## Транспорт
Проселочные дороги.